# Carretera de Nebraska 98
La Carretera de Nebraska 98, y abreviada NE 98 (en inglés: Nebraska Highway 98) es una carretera estatal estadounidense ubicada en el estado de Nebraska. La carretera inicia en el Oeste desde la NE 13  en Pierce hacia el Este en la NE 35  oeste de Wayne. La carretera tiene una longitud de 32,8 km (20.36 mi).

## Mantenimiento
Al igual que las autopistas interestatales, y las rutas federales y el resto de carreteras estatales, la Carretera de Nebraska 98 es administrada y mantenida por el Departamento de Carreteras de Nebraska por sus siglas en inglés NDOR.

## Cruces
La Carretera de Nebraska 98 es atravesada principalmente por la  US 81  este de Pierce.